# Cis thomsoni
Cis thomsoni là một loài bọ cánh cứng trong họ Ciidae. Loài này được Dalla Torre miêu tả khoa học năm 1911.